# Cantonul Chalon-sur-Saône-Centre
Cantonul Chalon-sur-Saône-Centre este un canton din arondismentul Chalon-sur-Saône, departamentul Saône-et-Loire, regiunea Burgundia, Franța.

## Comune
| Comune           | Populație (1999) | Cod poștal | Cod INSEE |
| ---------------- | ---------------- | ---------- | --------- |
| Chalon-sur-Saône | 50 124 (1)       | 71100      | 71076     |